# Canute
Canute est une petite ville du Comté de Washita en Oklahoma.
La population était de 541 habitants en 2010.
La ville est située sur le parcours de la route historique U.S. Route 66.